# Alfred Wilhelm Volkmann

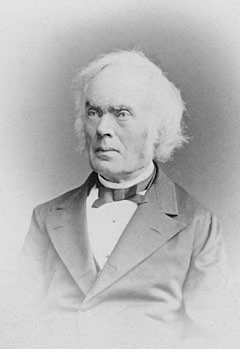
Alfred Wilhelm Volkmann

Alfred Wilhelm Volkmann (* 1. Juli 1801 in Zschortau; † 21. April 1877 in Halle, Saale) war ein deutscher Physiologe und Anatom.

## Familie
Volkmann entstammte einer wohlhabenden Hamburger Patrizierfamilie, die in der 2. Hälfte des 18. Jahrhunderts auch im Kurfürstentum Sachsen ansässig wurde. Seine Eltern waren der Leipziger Senator Johann Wilhelm Volkmann (10. Februar 1772–1. März 1856) und dessen Ehefrau Friederike Tugendreich, geb. Zink. Der Schriftsteller Johann Jacob Volkmann war sein Großvater.
Volkmann heiratete am 20. September 1828 Adele Härtel (* 25. März 1808 in Leipzig; † 22. August 1884 in Halle, Saale), die Tochter des Inhabers der Buch- und Musikalienhandlung Breitkopf & Härtel. Aus der Ehe gingen zwölf Kinder hervor, darunter der Chirurgie-Professor und Schriftsteller Richard von Volkmann (Vater des Künstlers Hans Richard von Volkmann) und der Buch- und Musikalienhändler Wilhelm Volkmann (Vater des Kunsthistorikers Ludwig Volkmann). Die Tochter Anna Anschütz (1832–1901), Professorin in Kiel, setzte in ihrer Nachfolge (August Anschütz, Gerhard Anschütz) auch das Gelehrtengeschlecht der Volkmanns fort.
Volkmanns hallesches Haus bildete einen Mittelpunkt des gesellschaftlichen Lebens der Stadt. Zu seinem Freundeskreis gehörten unter anderem die Maler Wilhelm von Kügelgen, Friedrich Preller und Ludwig Richter sowie die Musiker Robert Franz, und Clara und Robert Schumann.

## Ausbildung und Beruf
Volkmann besuchte die Fürstenschule St. Afra in Meißen. Ab 1821 studierte er Medizin an der Universität Leipzig. 1826 promovierte er (28. Juli) mit der Dissertation Observatio biologica de magnetismo animali zum Doktor der Medizin. Eine Studienreise führte ihn nach London und Paris. Wegen, wie er schrieb, „mangelnder Neigung zur medizinischen Praxis“ wandte sich Volkmann den naturwissenschaftlichen Grundlagen des Faches zu.
1826 wurde er zum Doktor der Medizin promoviert. 1828 folgte die Habilitation mit der Schrift De animi affectionibus. In den folgenden Jahren befasste er sich mit anatomischen Problemen (Anatomia animalium, 2 Bände, 1831 und 1833); 1834 wurde er Extraordinarius für Zootomie in Leipzig. Zwei Schriften zum damals neuen Gebiet der Biochemie des Menschen machten Volkmann bekannt (Neue Beiträge zur Physiologie des Gesichtssinnes, 1836; Die Lehre von dem leiblichen Leben des Menschen, 1837).
1837 wurde er zum ordentlichen Professor für Physiologie, Pathologie und Semiotik an der deutschsprachigen Kaiserlichen Universität Dorpat berufen. Volkmann, der seit diesem Jahr als Gründer der Haemodynamik (Physik der Blutbewegung) gilt, wurde dort zum kaiserlichen russischen Hofrat ernannt und war 1842/43 Rektor der Alma Mater. Dort wurde er auch durch Kaiser Nikolaus I. in den Adelsstand erhoben. Hier setzte er seine Studien zum Nervensystem fort und widmete sich vor allem der Blutzirkulation.
Kryptisch sind Volkmanns Reden aus jener Zeit. So hielt er als Prorektor der Universität 1841 eine flammende Rede gegen das Duellunwesen, die als Würdigung des Zweikampfes angezeigt war. 1838 sprach er über Die Physiologie als Gegnerin von der Lehre des Materialismus von der Identität des Leibes und der Seele. (Kann so nicht stimmen; s. Diskussionsseite:) Darin legte er materialistische Auffassungen dar, um sie dann scheinbar zu widerlegen. Volkmann leugnete jedoch allein den mechanistischen Zusammenhang von Körper und Denken, ohne den von ihm angekündigten Unsterblichkeitsbeweis anzutreten. Volkmann fand 1838 in einer Festrede zu Ehren der Kaiserin Alexandra Feodorowna noch sehr freundliche Worte über die Universität Dorpat.
1843 verließ er Dorpat jedoch und suchte aus familiären Gründen, aber auch wegen „mancher Unbill und Kränkung“ um die Zulassung als Privatdozent an der Universität Halle nach. Wegen der zunehmenden Russifizierung der Universität verließen mehrere Gelehrte Dorpat, etwa die Professorenfamilie Harnack. Nach kurzer Zeit als Privatdozent in Halle wurde Volkmann 1844 zum ordentlichen Professor für Pathologie und Physiologie ernannt. Ab 1854 lehrte er auch Anatomie, die Physiologie wurde 1872 abgezweigt und auf Verlangen Volkmanns an Julius Bernstein übertragen. Forschungsreisen führten Volkmann nach Frankreich und Italien. 1847, 1850 und 1862 wurde er zum Rektor der Universität gewählt. 1849 wurde er als ordentliches Mitglied in die Königlich Sächsische Gesellschaft der Wissenschaften aufgenommen. 1860 wurde er zum korrespondierenden Mitglied der Göttinger Akademie der Wissenschaften und zum auswärtigen Mitglied der Bayerischen Akademie der Wissenschaften gewählt. 1874 wurde er Mitglied der Deutschen Akademie der Naturforscher Leopoldina. 1876 zog er sich vom Lehramt zurück.

## Leistung
Volkmann gilt durch seine Arbeiten über das Nervensystem, die Augen und das Blut als einer der Mitbegründer des Faches Physiologie (Physiologische Untersuchungen auf dem Gebiet der Optik, 1863/64; Die Hämodynamik nach Versuchen, 1850). Er konstruierte verschiedene Apparate, zum Beispiel zur Messung der Geschwindigkeit des Blutes in großen Arterien (zur Bestimmung des Herzkammerinhalts) oder zur Prüfung der Aufmerksamkeit ausgeruhter und ermüdeter Personen mittels Darbietung optischer Eindrücke.
Ebenso wichtig sind Volkmanns Beiträge zur Psychophysik und Wahrnehmungsforschung. Fechner entwickelte seine klassische psychophysische „Methode der mittleren Fehler“ (die bereits in der Astronomie angewendet wurde) in Kooperation mit Volkmann. Seine Tochter Anna Anschütz war später Versuchsperson bei Fechner. In seinem Werk Physiologische Untersuchungen im Gebiete der Optik
von 1864 untersuchte Volkmann das Webersche Gesetz und berichtete, dass die Unterschiedsschwelle für den Abstand von Linien mit Zunahme des Referenzabstandes zunimmt. Dies war eine der ersten Belege für die Gültigkeit des Weberschen Gesetzes im visuellen Sinn. Volkmanns umfangreiche experimentelle Ergebnisse in diesem Werk
waren die Hauptquelle, auf der Ewald Hering seine Theorie der Noniussehschärfe im Jahr 1899 entwickelte.
In philosophischer Hinsicht wendete sich Volkmann in Reden und Schrift gegen materialistische Anschauungen bzgl. des Leib-Seele-Problems.

## Eponym
Die Volkmann-Kanäle sind nach Alfred Wilhelm Volkmann benannt.

## Schriften (Auswahl)
- Neue Beiträge zur Physiologie des Gesichtssinnes. Breitkopf & Härtel, Leipzig 1836. (Digitalisat im Internet Archive)
- Die Lehre von dem leiblichen Leben des Menschen: Ein anatomisch-physiologisches Handbuch zum Selbstunterricht für Gebildete. Breitkopf & Härtel, Leipzig 1837 (Volltext in der Google-Buchsuche)
- Beitrag zur moralischen Würdigung des Zweikampfes: Festrede, gehalten am Krönungstage seiner Majestät des Kaisers und Herrn Nicolai Pawlowitsch, am 22. August 1841 im grossen Hörsaale der kaiserlichen Universität Dorpat. Heinrich Laakmann, Dorpat 1841. (Volltext in der Google-Buchsuche)
- mit Friedrich Heinrich Bidder: Die Selbständigkeit des sympathischen Nervensystems durch anatomische Untersuchungen nachgewiesen. Breitkopf & Härtel, Leipzig 1842. (Volltext in der Google-Buchsuche)
- mit Friedrich Heinrich Bidder: Zur Lehre von dem Verhältniß der Ganglienkörper zu den Nervenfasern. Breitkopf & Härtel, Leipzig 1847. (Volltext in der Google-Buchsuche)
- Streifzüge im Gebiete der Exacten Physiologie. Eine Streitschrift gegen Herrn Professor G. Valentin. Breitkopf & Härtel, Leipzig 1847. (Volltext in der Google-Buchsuche)
- Die Hämodynamik nach Versuchen. Breitkopf & Härtel, Leipzig 1850. (Digitalisat im Internet Archive)
- Physiologische Untersuchungen im Gebiete der Optik. Breitkopf & Härtel, Leipzig 1863. (Digitalisat im Internet Archive)